# HMS E50
HMS E50 – brytyjski okręt podwodny typu E. Zbudowany w latach 1915–1916 w John Brown & Company, Clydebank, gdzie okręt został wodowany 13 listopada 1916 roku. Rozpoczął służbę w Royal Navy 23 stycznia 1917 roku. Pierwszym dowódcą został Lt. Cdr. K. Michell.
19 marca 1917 roku okręt uległ uszkodzeniu w czasie kolizji z niemieckim okrętem podwodnym SM UC-62.
31 stycznia 1918 roku okręt zaginął na Morzu Północnym w okolicach South Dogger Bank Light Vessel. Prawdopodobnie wpadł na niemiecką minę.